# La vida alegre
La vida alegre és una pel·lícula espanyola, estrenada el 14 d'abril de 1987. Fou dirigida per Fernando Colomo i es pot englobar en l'anomenada "Nova Comèdia Madrilenya".

## Argument
Ana (Verónica Forqué) i Antonio (Antonio Resines) formen un matrimoni que comparteix professió: tots dos són metges. Ell és assessor del ministre de sanitat del PSOE, Eduardo. A ella, per part seva, li sorgeix l'oportunitat de treballar en una clínica de malalties de transmissió sexual, en la qual arribarà a conèixer tot un submon de personatges estrafolaris i marginals, com l'homosexual Manolo i la prostituta punki Rosi. Tot és a punt d'anar-se en orris quan Antonio és infidel amb Carolina, la xicota d'Eduardo.

## Repartiment
- Verónica Forqué - Ana
- Antonio Resines - Antonio
- Ana Obregón - Carolina
- Guillermo Montesinos -Manolo
- Massiel - Rosi
- Miguel Rellán - Eduardo

## Premis
- II Premis Goya a la Millor Actriu Principal per a Verónica Forqué.[3]